# Stazione di Berlino-Spandau
La stazione di Berlino-Spandau (in tedesco Berlin-Spandau) è una stazione ferroviaria di Berlino, sita nel quartiere omonimo, nella zona nord-occidentale della città.

## Storia
La prima stazione di Spandau (allorà città autonoma da Berlino) fu inaugurata nel 1846 sulla linea Berlino-Amburgo, e si trovava in località Stresow, dove oggi sorge l'omonima fermata.

Nel 1871 fu aperta una seconda stazione, sulla linea Berlino-Lehrte, circa nella posizione dell'attuale. Le due stazioni presero i nomi di Hamburger Bahnhof e Lehrter Bahnhof (da non confondere con gli omonimi scali berlinesi!).

Nel 1882 alla Hamburger Bahnhof fu raccordata la Stadtbahn.

Nel 1890 la Lehrter Bahnhof fu chiusa, e il traffico di entrambe le linee fu concentrato sull'Hamburger bahnhof, ribattezzata Spandau Personenbahnhof.

Nel 1910 fu aperta, sull'area della stazione attuale, la stazione Spandau West, adibita al traffico suburbano. La Personenbahnhof divenne Spandau Hauptbahnhof e fu adibita al traffico a lunga percorrenza.

Nel 1961, dopo la costruzione del Muro di Berlino, il traffico a lunga percorrenza fu deviato via Wannsee, e pertanto anche Spandau Hauptbahnhof fu utilizzata dal solo traffico S-Bahn. Nel 1976, tuttavia, fu riaperta anche per il traffico a lunga percorrenza.

Nel 1980, in concomitanza con la forte riduzione dei servizi S-Bahn di Berlino Ovest, fu eliminata anche la tratta transitante per Spandau. Fu infine riaperta nel 1998, assieme alla ricostruzione della stazione nella forma attuale, e al declassamento della vecchia Spandau Hauptbahnhof a fermata S-Bahn Stresow.

## Strutture e impianti
La stazione ha complessivamente 6 binari, tutti serviti da marciapiede e compresi sotto una grande arcata. Di questi, 2 sono adibiti alla S-Bahn.

## Movimento

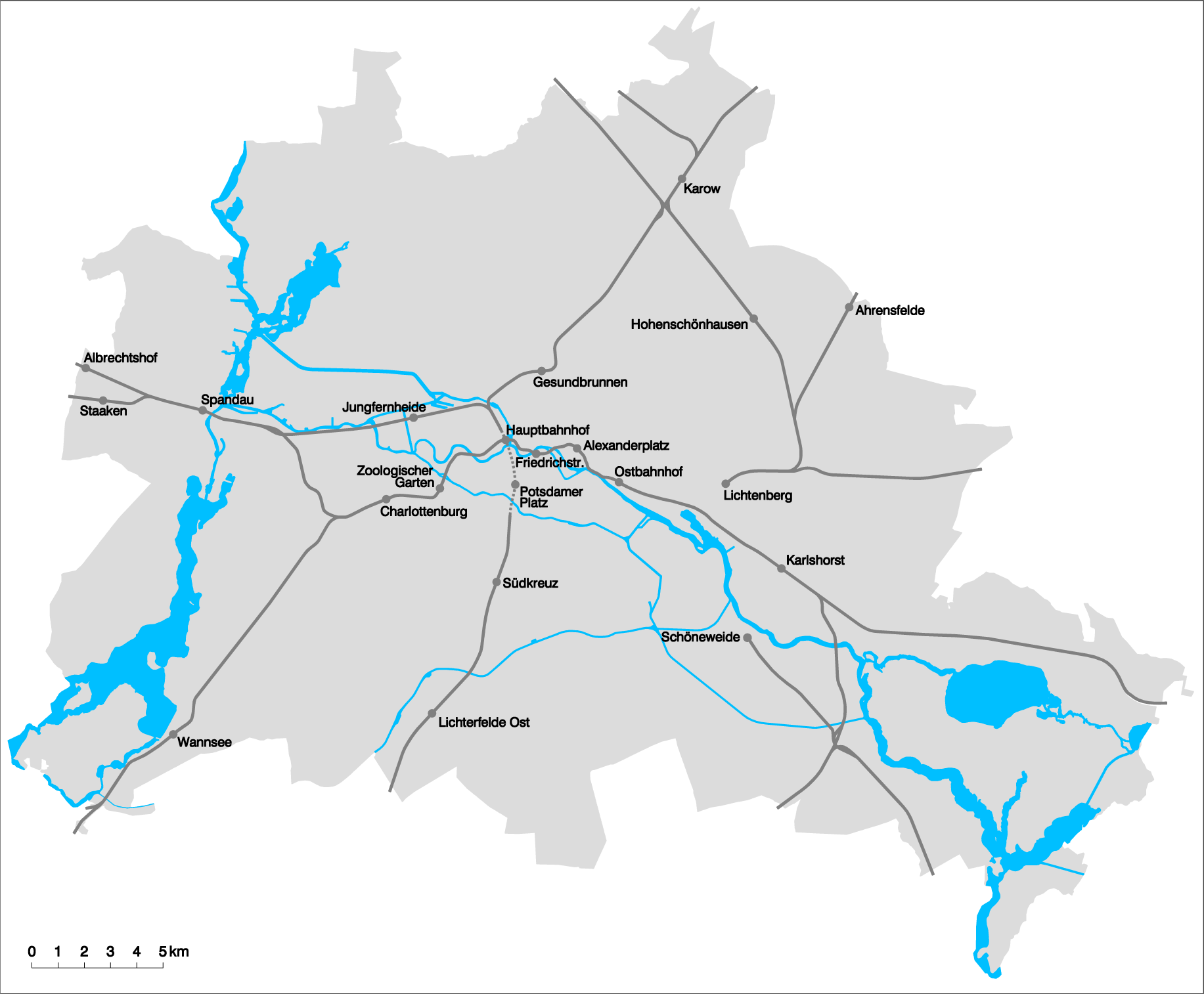
La rete ferroviaria passeggeri di Berlino dal 2006

### Trasporto a lunga percorrenza
Spandau è un'importante stazione per il transito nazionale ed internazionale (servita anche da ICE, Eurocity ed Intercity), sulla direttrice nord-occidentale della Germania, sita nel punto di separazione delle linee Berlino-Amburgo e Berlino-Hannover. Si collega alla nuova Hauptbahnhof sia tramite la Stadtbahn est-ovest, che tramite la direttrice berlinese nord-sud (aperta nel 2006, in concomitanza con la nuova Hauptbahnhof).

Collegata nazionalmente con tutte (pressoché) le maggiori città tedesche, ha fra le varie destinazioni internazionali  Amsterdam, Varsavia, Praga e Budapest. Non vi sono attualmente dei collegamenti diretti, a differenza degli anni scorsi, con la Danimarca (dalla linea per Amburgo); come per il resto degli scali berlinesi.

### Trasporto regionale eS-Bahn
La stazione è servita dalle linee S 3 e S 9 della S-Bahn, dalle linee regionali RB 10, RB 13 e RB 14  e dalle linee regionali espresse RE 2, RE 4 e RE 6.

## Interscambi
- Stazione metropolitana (Rathaus Spandau, linea U 7)[2]
- Fermata autobus

## Galleria d'immagini

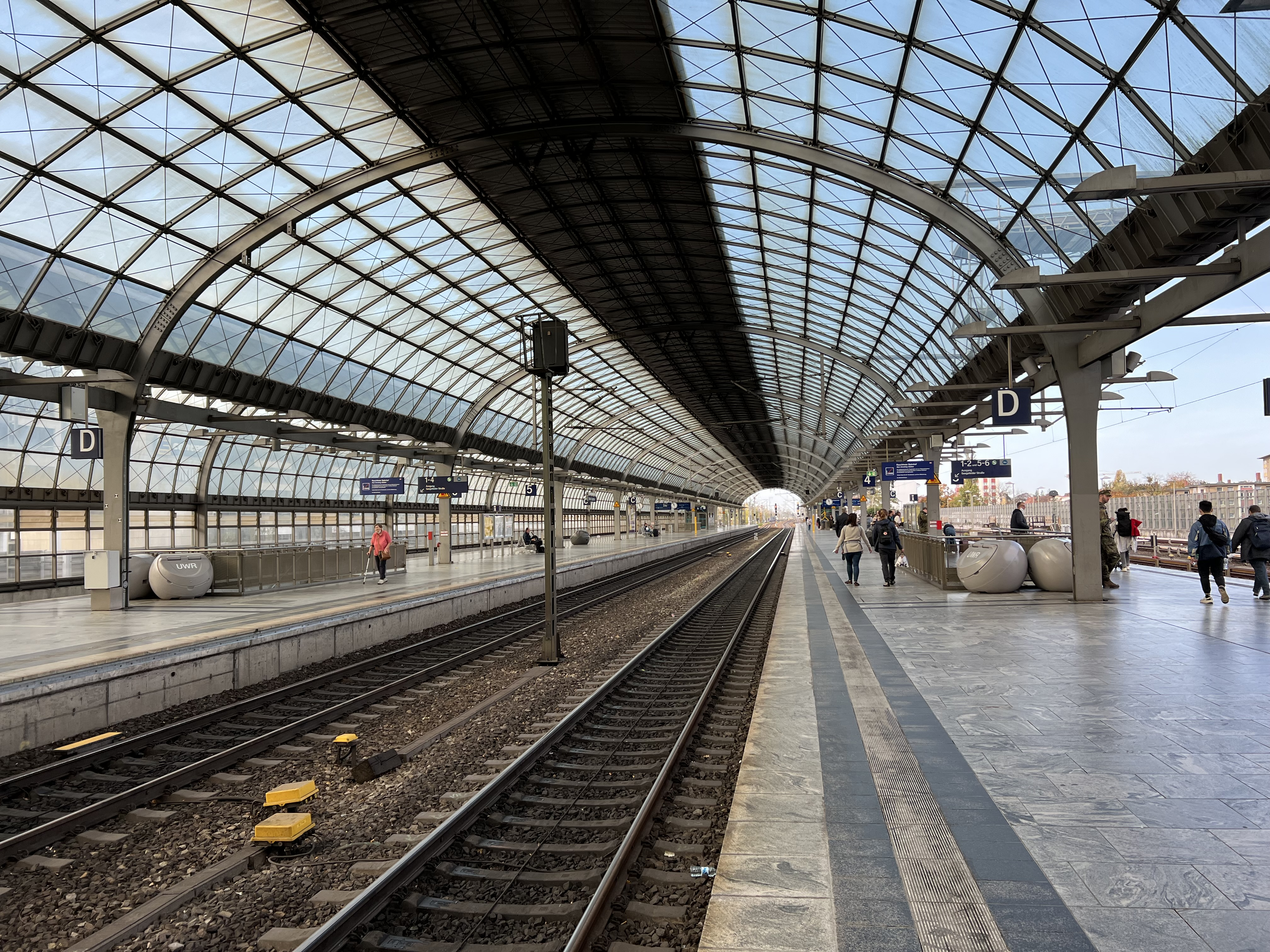
Interno dello scalo
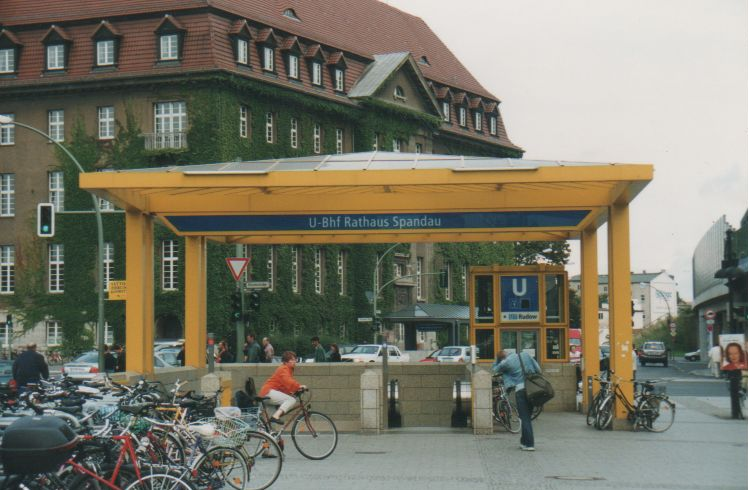
Ingresso alla stazione metropolitana